# Jacobo Daciano

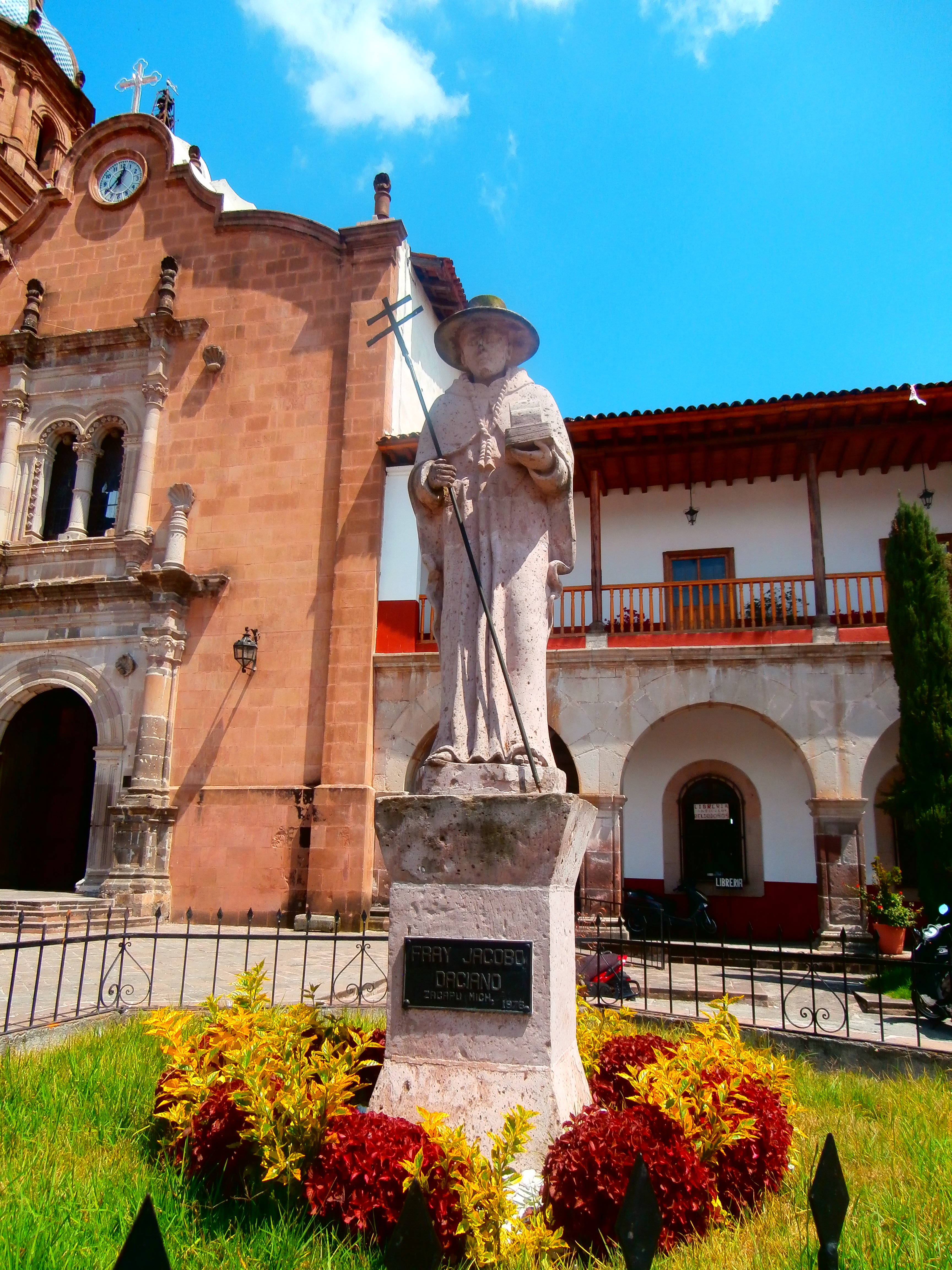
Monumento a Fray Jacobo Daciano en Zacapu.

Jacobo Daciano o Jacobo de Dacia (Copenhague, Dinamarca, ca. 1484 — Tarecuato, Nueva España, 1566) fue un fraile franciscano danés, misionero en México. Existe la posibilidad de que fuera hijo del rey Juan I de Dinamarca.

## Biografía
Desde joven ingresó a la Orden Franciscana, donde recibiría una educación de alta calidad en danés y alemán, sus lenguas maternas, además de aprender latín, griego y hebreo. En los años anteriores a la reforma protestante, vivió en un convento en la ciudad de Malmö. Durante la guerra civil danesa conocida como la Guerra del Conde y tras el establecimiento del rey protestante Cristián III, los frailes franciscanos abandonaron el país, mudándose principalmente a las zonas católicas del Sacro Imperio Romano Germánico. Jacobo permaneció en Malmö —último bastión del rey católico Cristián II— hasta que la ciudad fue tomada en 1536. Escribió la Crónica de la expulsión de los frailes franciscanos, que tenía el objetivo de servir de evidencia para posteriormente reivindicar la posesión de los conventos, que nunca se concretó.
Se exilió primeramente en Mecklemburgo, donde recibió la protección del duque Alberto VII, quien había luchado en el bando católico durante la guerra civil. Ahí fue nombrado como el último líder de la provincia franciscana de Dacia (Dinamarca), de donde le viene el sobrenombre de "Daciano". Posteriormente se trasladó a España, donde estudió árabe y el emperador Carlos V lo envió como misionero a la Nueva España.
En 1542, fray Jacobo llegó a Veracruz, para permanecer en la Nueva España por el resto de su vida. Permaneció tres años en el Colegio de la Santa Cruz de Tlatelolco; ahí estudió náhuatl antes de ser enviado a Michoacán, donde realizaría la mayor parte de sus actividades misioneras.
Aprendió el purépecha, fundó varios conventos, también fundó el ahora municipio de Zacapu, Michoacán, atendiendo una disposición dada por el Virrey Antonio de Mendoza, también trabajó a favor de los derechos de los indígenas, lo que en ocasiones le generó conflictos con las autoridades civiles y eclesiásticas. Escribió un tratado, la Declaración del pueblo bárbaro de los indios, que habiendo recibido el bautismo, desean recibir los demás sacramentos, Fray Jacobo buscó la posibilidad de que los indígenas recién conversos pudieran ser nombrados sacerdotes, encontró la primera oposición al interior de su congregación franciscana, fue un profesor de Tlatelolco, nada menos que el mismísimo Juan de Gaona , que echó sobre sus hombros el cargo de refutar la tesis de Daciano, quien  reflexionó el tema a profundidad concluyendo que debía esperar un poco más. En ese momento Fray Jacobo Daciano aceptó la resolución aunque siguió trabajando con las comunidades recién conversas para que pudieran en su momento recibir todos los sacramentos.[1] 
Murió en el convento de Tarecuato en 1566. Sus reliquias, actualmente perdidas, fueron conservadas por los habitantes del lugar durante mucho tiempo. En la década de 1990 comenzaron a aparecer intentos para canonizarlo.

## Especulaciones sobre su ascendencia real
Algunos historiadores sostienen la posibilidad de que Jacobo Daciano fuera hijo de Juan I de Dinamarca y hermano menor de Cristián II. En esa línea se halla el historiador danés Jørgen Nybo Rasmussen (1974), y tal interpretación fue la base de la novela Hermano Jacobo (Broder Jakob, 1991) de Henrik Stangerup. No hay acuerdo sobre si era hijo o no de Cristina de Sajonia.
Uno de los argumentos sobre el origen real de Jacobo es que sea llamado en algunas fuentes Jacobus Gottorpius, lo que hace referencia al palacio de Gottorp, propiedad de los reyes daneses Cristián I y Juan I. Además, Jacobo tuvo acceso a una excelente educación normalmente restringida a la alta nobleza y parece haber recibido protección de altos círculos políticos, tanto en Dinamarca como en Alemania y España.
El retablo de la catedral de Odense es una obra de Claus Berg de la primera mitad del siglo XVI; en él se halla representada la familia del rey Juan I y una imagen de un fraile franciscano se ha interpretado como una posible representación de Jacobo Daciano.